# Isaure Medde
Isaure Medde (20 juli 2000) is een Frans mountainbikster.
Medde won in 2020 Wereldkampioenschap op de cross-country eliminator.

## Overwinningen

### Mountainbike
2019
 Wereldkampioenschap, eliminator
2020
 Wereldkampioenschap, eliminator